# Дерсу Узала (фільм, 1961)
«Дерсу Узала» — радянський художній фільм 1961 року, режисера Агасі Бабаяна за мотивами книг Володимира Арсеньєва «Дерсу Узала» і «По Уссурійському краю».

## Сюжет
Молодий російський учений Володимир Клавдійович Арсеньєв займається вивченням Уссурійського краю Російської імперії. У тайзі він знайомиться з мисливцем Дерсу Узалою, який стає його провідником і вірним другом. Дерсу дивує Арсеньєва прекрасним знанням тайги, умінням читати її як відкриту книгу і особливим ставленням до природи. Подорожуючи по тайзі, загін стикається з тигром, якого Дерсу проганяє лише силою переконання; пробирається по болоту; зустрічається з браконьєрами, у яких конфісковує незаконно здобуті цінності, а самих виганяє з Уссурійського краю. Під час одного з переходів Володимир Клавдійович знаходить шматок кам'яного вугілля і, відокремившись від загону, удвох з Дерсу йде шукати його родовище. Під час цього походу Арсеньєв захворює і, крім того, потрапляє в лісову пожежу, з якої його рятує Дерсу. Возз'єднавшись з загоном, Арсеньєв з Дерсу продовжують подорож. Зима застає їх в дорозі. Взявши у місцевих жителів човен, загін пливе по річці, яка замерзає, і зазнає аварії, в якій гине все майно — теплі речі, патрони, продукти. В таких умовах загін продовжує шлях і, ввечері ставши на нічліг, мандрівники відзначають Новий рік. Подорож, проте, закінчується благополучно, тому що новорічна ночівля відбулася зовсім недалеко від морського узбережжя. Загін доходить до берега, де Арсеньєв й інші, тепло попрощавшись з Дерсу, відправляються на корабель, який їх чекає.

## У ролях
- Адольф Шестаков —  Арсеньєв Володимир Клавдійович («капітан»)
- Касим Жакібаєв —  Дерсу Узала
- Микола Гладков —  козак Туртигін
- Лев Лобов —  козак
- Олександр Баранов —  стрілок
- Спиридон Григор'єв —  стрілок
- Михайло Медведєв — епізод
- Микола Хрящиковк —  провідник
- Петро Любешкін — бородань

## Знімальна група
- Автор сценарію:  Ігор Болгарин
- Режисер-постановник: Агасі Бабаян
- Головний оператор:  Анатолій Казнін
- Оператори: Олександр Зільбернік, Юрій Разумов
- Композитор: Мераб Парцхаладзе